# Inversió contrària
La inversió contrària és una estratègia d'inversió que es caracteritza per comprar i vendre en contrast amb el sentiment predominant de l'època.
Un inversor contrari creu que cert comportament de la multitud entre els inversors pot conduir a preus equivocats explotables als mercats de valors. Per exemple, el pessimisme generalitzat sobre una acció pot conduir a un preu tan baix que exagera els riscos de l'empresa i subestima les seves perspectives de retorn a la rendibilitat. Identificar i comprar aquestes accions en dificultats, i vendre'ls després que l'empresa es recuperi, pot generar guanys per sobre de la mitjana. Per contra, l'optimisme generalitzat pot donar lloc a valoracions injustificadament altes que acabaran provocant caigudes, quan aquestes altes expectatives no es compleixen. Evitar (o vendre en curt) inversions en inversions exagerades redueix el risc d'aquestes caigudes. Aquests principis generals es poden aplicar tant si la inversió en qüestió és una acció individual, un sector industrial, un mercat sencer o qualsevol altra classe d'actius.
Alguns inversors contraris tenen una visió permanent del mercat baixista, mentre que la majoria dels inversors aposten perquè el mercat creixi. Tanmateix, un inversor contrari no té necessàriament una visió negativa del mercat de valors global, ni ha de creure que sempre està sobrevalorat, o que la saviesa convencional sempre està equivocada. Més aviat, un inversor contrari busca oportunitats per comprar o vendre inversions específiques quan la majoria dels inversors semblen estar fent el contrari, fins al punt que aquesta inversió s'ha fet mal preu. Tot i que és probable que s'identifiquin més candidats a "comprar" durant les caigudes del mercat (i viceversa), aquestes oportunitats es poden produir durant períodes en què el mercat general augmenta o baixa.

## Similitud amb la inversió de valor
La inversió contraria està relacionada amb la inversió de valor, ja que l'inversor contrari també busca inversions amb un preu incorrecte i compra aquelles que semblen estar infravalorades pel mercat. A la bíblia sobre el pensament contrari, "The Art of Contrary Thinking" (1954) de Humphrey B. Neill, assenyala que és fàcil trobar alguna cosa sempre pensant el contrari, però difícil de descobrir quan tothom s'ho creu. Conclou que "quan tothom pensa igual, és probable que tothom s'equivoqui". Alguns inversors de valor coneguts com John Neff s'han qüestionat si hi ha una cosa com un "contrari", considerant-ho essencialment sinònim d'inversió de valor. Una possible distinció és que una acció de valor, en teoria financera, es pot identificar mitjançant mètriques financeres com el valor comptable o la relació P/E. Un inversor contrari pot mirar aquestes mètriques, però també està interessat en mesures de "sentiment" pel que fa a les accions entre altres inversors, com ara la cobertura dels analistes de venda i les previsions de guanys, el volum de negociació i els comentaris dels mitjans sobre l'empresa i les seves perspectives comercials..
En l'exemple d'una acció que ha caigut a causa d'un pessimisme excessiu, es poden veure semblances amb el "marge de seguretat" que buscava l'inversor de valor Benjamin Graham en comprar accions, bàsicament, poder comprar accions amb un descompte del seu valor intrínsec. Sens dubte, aquest marge de seguretat és més probable que existeixi quan un valor ha caigut molt, i aquest tipus de caiguda sol anar acompanyat de notícies negatives i pessimisme general.
Juntament amb això, tot i que més perillós, s'acosta les accions sobrevalorades. Això requereix "butxaques profundes", ja que una seguretat sobrevalorada pot continuar augmentant, a causa de l'excés d'optimisme, durant força temps. Finalment, el venedor curt creu que les accions "s'estavellaran i es cremaran".

## Inversors contraris notables
- Bill Ackman és un inversor contrari que va reinvertir dues vegades en gran manera en Valeant Pharmaceuticals contra els sentiments predominants del mercat. Més tard, va vendre a curt Herbalife, però es va veure obligat a patir una gran pèrdua després que les accions no caiguessin com s'havia previst.
- Warren Buffett és un famós inversor contrari, que creu que el millor moment per invertir en accions és quan la miopia del mercat ha reduït el preu.
- Keith Gill és un inversor contrari/valor que produeix vídeos educatius de YouTube, donant a conèixer la seva posició optimista en una empresa (* Gamestop) que la majoria va veure que estava en el seu llit de mort. Els seus guanys en aquelles accions van superar el 10.000% en menys d'1 any, arribant al màxim de 44 milions de dòlars abans que les accions caiguessin dràsticament. Des de llavors, ha duplicat la seva posició en previsió de més creixement i ha vist un creixement addicional de més del 500% des que es va duplicar.
- Ryan Cohen és un inversor notable d'estil contrari/valor. Va poder superar Amazon, contra l'opinió pública, en la venda i el lliurament de productes per a mascotes en línia a través de l'empresa "Chewy". Cohen va poder vendre Chewy per 3.350 milions de dòlars. Des de llavors, ha pres una participació prou gran en una empresa anomenada * Gamestop per tenir més accions que qualsevol altre individu. Ha assumit una posició d'inversor de valor activista agressiu a l'empresa i és candidat al càrrec de president del consell. Ha contractat especialistes experimentats en comerç electrònic des de llocs executius tant a Chewy com a Amazon per assumir funcions de lideratge a Gamestop avançant.
- Michael Lee-Chin és un inversor multimilionari jamaicà que sovint s'associa amb la inversió contraria.
- Jim Rogers és un inversor i autor optimista en la inversió contraria als mercats asiàtics.
- Marc Faber és un inversor contrari que publica el Gloom Boom & Doom Report.
- David Dreman és un gestor de diners sovint associat a la inversió contrària. És autor de diversos llibres sobre el tema i escriu la columna "Contrarian" a la revista Forbes.
- John Maynard Keynes va ser un dels primers inversors contraris.
- John Neff, que va gestionar el fons Vanguard Windsor durant molts anys, també es considera un contrari, tot i que s'ha descrit com un inversor de valor (i va qüestionar la distinció).
- Mark Ripple és un gestor de diners sovint descrit com un contrari. Ha escrit un llibre que tracta el tema amb detall.
- Paul Tudor Jones és un inversor contrari que intenta comprar i vendre punts d'inflexió.
- Howard Marks centra regularment les notes dels seus clients en la inversió contrària.
- Humphrey B. Neill ha estat descrit com el pare de la inversió contraria; vegeu el seu llibre citat més amunt.
- Allan Gray era un destacat inversor contrari sud-africà que creia que el millor valor normalment s'havia d'obtenir quan el mercat estava a la baixa.
- George Soros sovint és descrit com un inversor contrari visionari pels analistes que citen el seu famós descompte del ien i la lliura, un acte que li va generar 2.000 milions de dòlars en beneficis.[2][3][4][5][6][7][8][9][10]

## Exemples d'inversió contrària
L'economista John Maynard Keynes va ser un dels primers inversors contraris quan va gestionar la dotació del King's College de Cambridge des dels anys 20 fins als 40. Tot i que la majoria de les dotacions universitàries de l'època invertien gairebé exclusivament en actius de renda fixa i sòls, Keynes va ser potser el primer inversor institucional que va invertir molt en accions comunes i accions internacionals. De mitjana, les inversions de Keynes van superar el mercat del Regne Unit en més d'un 6% amb una estratègia similar, però desenvolupada de manera independent, al paradigma d'inversió de valor de Benjamin Graham i Charles Dodd.
Els indicadors contraris que s'utilitzen habitualment per al sentiment dels inversors són els índexs de volatilitat (també coneguts informalment com a "índexs de por"), com el VIX, que, fent un seguiment dels preus de les opcions financeres, ofereix una mesura numèrica del pessimisme o optimisme dels actors del mercat en general. Una xifra baixa en aquest índex indica una perspectiva optimista o confiada per als inversors per al futur, mentre que una xifra alta indica una visió pessimista. En comparar el VIX amb els principals índexs borsaris durant períodes més llargs, és evident que els pics d'aquest índex generalment presenten bones oportunitats de compra.
Un altre exemple d'estratègia contraria simple és Dogs of the Dow. Quan compra les accions del Dow Jones Industrial Average que tenen el rendiment relatiu de dividends més alt, un inversor sovint compra moltes de les empreses "en dificultats" entre aquestes 30 accions. Aquests "Gossos" tenen rendiments elevats no perquè s'hagin augmentat els dividends, sinó perquè els preus de les seves accions van caure. L'empresa està experimentant dificultats, o simplement es troba en un punt baix del seu cicle econòmic. Comprant repetidament aquestes accions i venent-les quan ja no compleixen els criteris, l'inversor de "Gossos" compra sistemàticament el menys estimat dels Dow 30 i els ven quan finalment es tornen a estimar.
Quan la bombolla puntcom va començar a desinflar-se, un inversor s'hauria beneficiat evitant les accions tecnològiques que eren objecte de l'atenció de la majoria dels inversors. Les classes d'actius com les accions de valor i els fons d'inversió immobiliària van ser ignorades en gran manera per la premsa financera de l'època, malgrat les seves valoracions històricament baixes, i molts fons d'inversió d'aquestes categories van perdre actius. Aquestes inversions van experimentar forts guanys enmig de les grans caigudes de la borsa global dels EUA quan es va desenrotllar la bombolla.
El Fidelity Contrafund va ser fundat l'any 1967 "per tenir una visió contraria, invertir en accions o sectors desfavorits", però amb el temps ha abandonat aquesta estratègia per convertir-se en un fons de creixement de gran capitalització.

## Relació amb les finances conductuals
Els contraris estan intentant explotar alguns dels principis de les finances conductuals, i hi ha una superposició significativa entre aquests camps. Per exemple, estudis sobre finances conductuals han demostrat que els inversors com a grup tendeixen a sobreponderar les tendències recents a l'hora de predir el futur; una acció amb un rendiment baix es mantindrà dolent, i un bon rendiment seguirà sent fort. Això dona credibilitat a la creença del contrari que les inversions poden baixar "massa baixes" durant els períodes de notícies negatives, a causa de suposicions incorrectes d'altres inversors, sobre les perspectives a llarg termini de l'empresa. A més, Foye i Mramor (2016) troben que els factors específics d'un país tenen una forta influència en les mesures de valor (com ara la relació entre llibres i mercats). Això els porta a concloure que les raons per les quals les accions de valor superen el rendiment són tant específiques del país com del comportament.